# Anna Hübler
Anna „Annie” Hübler, po mężu Horn (ur. 2 stycznia 1885 w Monachium, zm. 5 lipca 1976 tamże) – niemiecka łyżwiarka figurowa, startująca w parach sportowych z Heinrichem Burgerem. Mistrzyni olimpijska z Londynu (1908), dwukrotna mistrzyni świata (1908, 1910) oraz dwukrotna mistrzyni Niemiec (1907, 1909).

## Kariera sportowa
W 1908 roku Hübler i Burger zostali pierwszymi mistrzami olimpijskimi oraz pierwszymi mistrzami świata w konkurencji par sportowych (mistrzostwa Europy w tej konkurencji rozegrano po raz pierwszy dopiero w 1930).
Po zakończeniu kariery sportowej została śpiewaczką i aktorką teatralną w Bremen Town Theatre oraz München Chamber Theatre. Po ślubie zarządzała głównym domem handlowym w Monachium, który był zlokalizowany na głównym placu miasta – Stachus (Karlsplatz) i zatrudniał ponad 1 tys. pracowników, co czyniło go trzecim pod względem wielkości przedsiębiorstwem w Niemczech w tamtym czasie. W 1969 roku została odznaczona Krzyżem Oficerskim Orderu Zasługi Republiki Federalnej Niemiec.

## Osiągnięcia
Z Heinrichem Burgerem
| Zawody               | 1907           | 1908           | 1909           | 1910           |                |                |                |                |                |                |                |                |                |                |                |                |                |
| Międzynarodowe       | Międzynarodowe | Międzynarodowe | Międzynarodowe | Międzynarodowe | Międzynarodowe | Międzynarodowe | Międzynarodowe | Międzynarodowe | Międzynarodowe | Międzynarodowe | Międzynarodowe | Międzynarodowe | Międzynarodowe | Międzynarodowe | Międzynarodowe | Międzynarodowe | Międzynarodowe |
| -------------------- | -------------- | -------------- | -------------- | -------------- | -------------- | -------------- | -------------- | -------------- | -------------- | -------------- | -------------- | -------------- | -------------- | -------------- | -------------- | -------------- | -------------- |
| Igrzyska olimpijskie |                | 1              |                |                |                |                |                |                |                |                |                |                |                |                |                |                |                |
| Mistrzostwa świata   |                | 1              |                | 1              |                |                |                |                |                |                |                |                |                |                |                |                |                |
| Krajowe              |                |                |                |                |                |                |                |                |                |                |                |                |                |                |                |                |                |
| Mistrzostwa Niemiec  | 1              |                | 1              |                |                |                |                |                |                |                |                |                |                |                |                |                |                |

## Nagrody i odznaczenia
- Światowa Galeria Sławy Łyżwiarstwa Figurowego – 2014[3]
- Krzyż Oficerski Orderu Zasługi Republiki Federalnej Niemiec – 1969[1]